# Troo
Troo (skrivs även Trôo eller Troô) är en kommun i departementet Loir-et-Cher i regionen Centre-Val de Loire i de centrala delarna av Frankrike. Kommunen ligger i kantonen Montoire-sur-le-Loir som tillhör arrondissementet Vendôme. År 2022 hade Troo 304 invånare.

## Befolkningsutveckling
Antalet invånare i kommunen Troo
| Referens: INSEE |